# 國軍桃園總醫院新竹分院
24°48′58″N 120°57′44″E / 24.81617°N 120.96211°E
國軍桃園總醫院新竹分院，番號國軍第八一三醫院，前身新竹空軍醫院，是位於臺灣新竹市的一所軍醫院，隸屬於國軍桃園總醫院。除對軍職人員及其眷屬提供醫療服務和因應國防和軍事需求的醫學研究活動外，也以「國軍新竹地區醫院附設民眾診療服務處」的名義，對一般大眾提供醫療服務。

## 簡表
- 1952年，中華民國空軍設第二醫務中隊醫務所，隸屬空軍第二聯隊。
- 1965年3月，改為空軍「基地醫院」。
- 1979年1月，升格為新竹空軍醫院。
- 1986年7月，改稱國軍第八一三醫院。
- 1996年7月，改隸國防部軍醫局。
- 1998年7月，改稱國軍新竹醫院。
- 2006年7月，改隸國軍桃園總醫院，更名為國軍新竹地區醫院。
- 2021年7月，更銜為國軍桃園總醫院新竹分院

## 外部連結
- 官方网站